# Estrella de granero

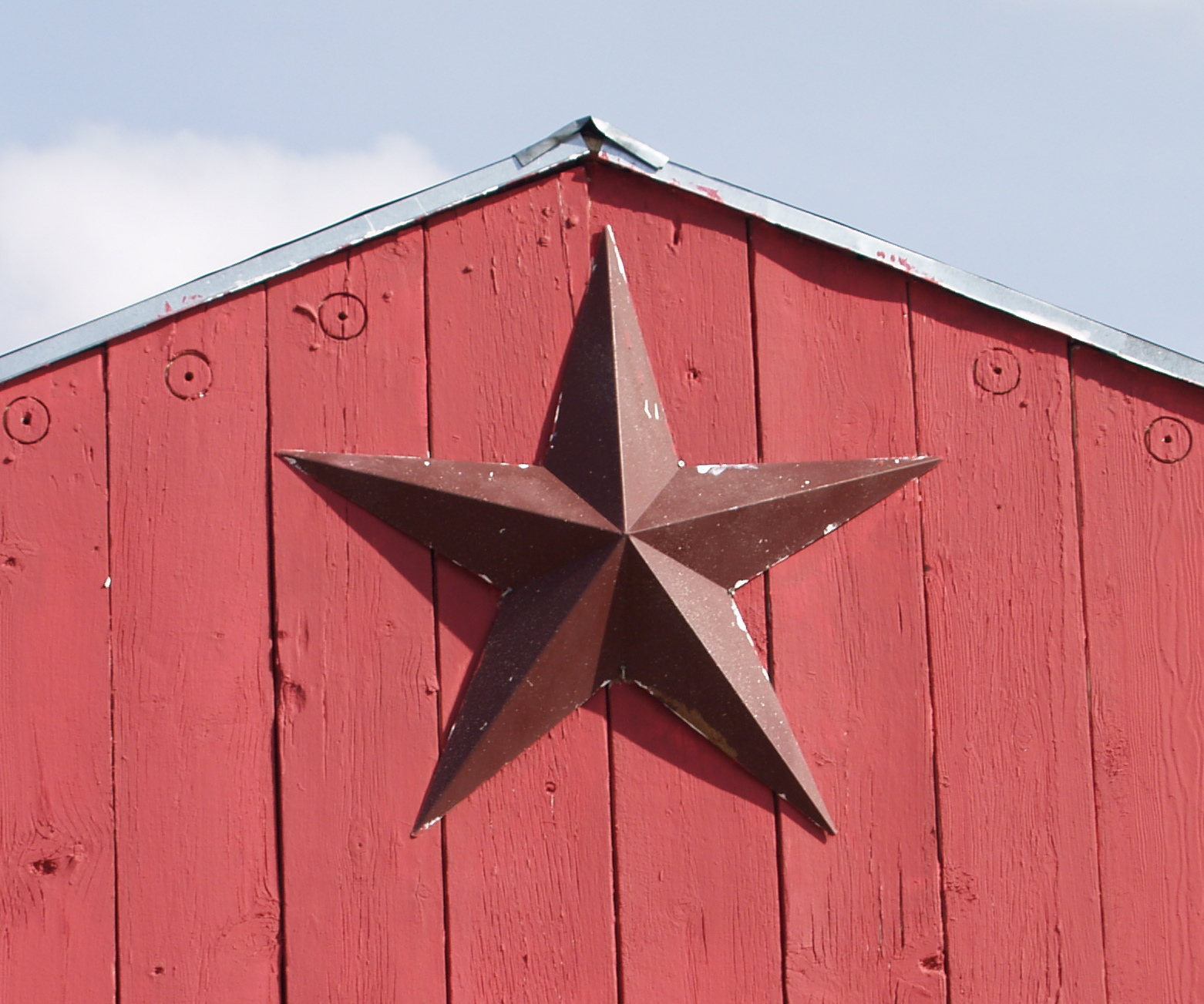
Una estrella de granero o barnstar.

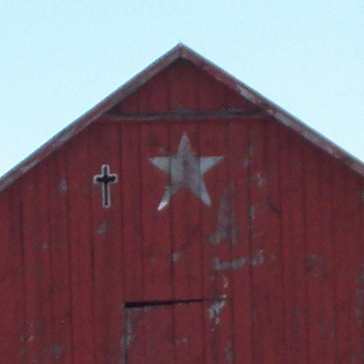
Un granero con su barnstar perdida o pintada intencionalmente de esa manera.

Una estrella de granero (en inglés, barnstar) es un objeto de decoración que suele usarse en los graneros de Estados Unidos. Suelen ser estrellas de cinco puntas, pero de vez en cuando están inscritas al estilo de "rueda de carro", las cuales son más frecuentes en las comunidades agrícolas alemano-estadounidenses. Principalmente se utilizan por su apariencia estética en general, ya que no tienen una función estructural, e incluso se considera que traen fortuna, al igual que una herradura de caballo colocada sobre una puerta.

## Historia
Estas estrellas se usaban para representar la marca del constructor, pero se hizo más frecuente su uso con fines estéticos y se añadían a la construcción después de que ésta se terminara. Se usaron principalmente en los graneros de Pensilvania. Los entusiastas han seguido la pista a numerosos barnstars de madera en el área de Pensilvania donde aún pueden verse numerosos ejemplos de ello.
También se utilizaron en los Estados Unidos durante el siglo XVIII y alrededor de 1870 en Pensilvania, donde su popularidad aumentó considerablemente después de la Guerra Civil. Su uso habitual precedió a esa época, dado que las estrellas eran comunes en los grandes edificios, especialmente en factorías, durante el período de preguerra en Richmond, Virginia.
Las estrellas de granero permanecen como forma popular de decoración y las casas modernas se decoran en ocasiones con estrellas de cinco puntas de simple metal que los constructores también llaman "barnstars". A menudo han sido envejecidas u oxidadas deliberadamente para imitar la decoración tradicional.

## Más placas con forma de estrella

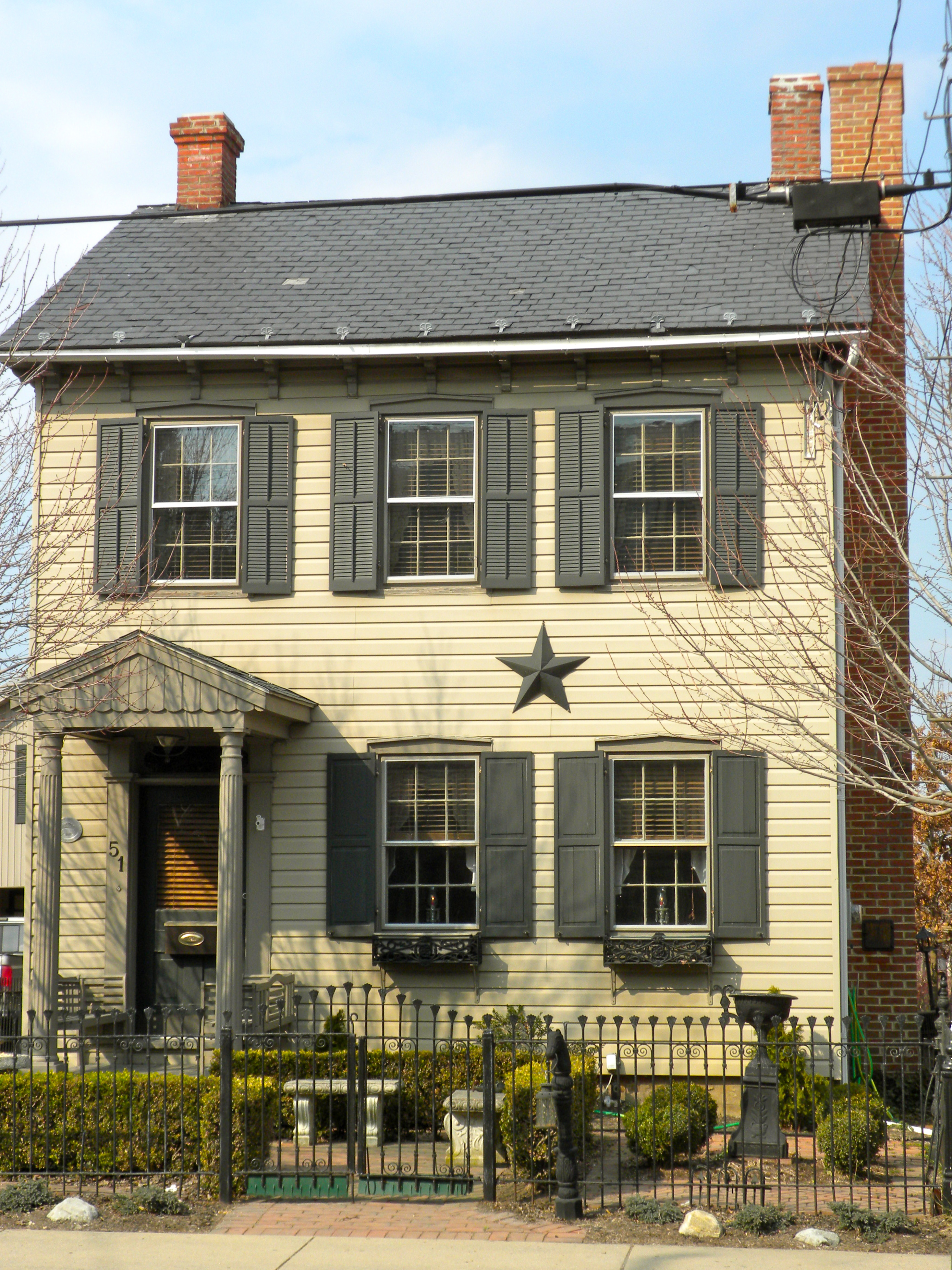
Casa con una barnstar

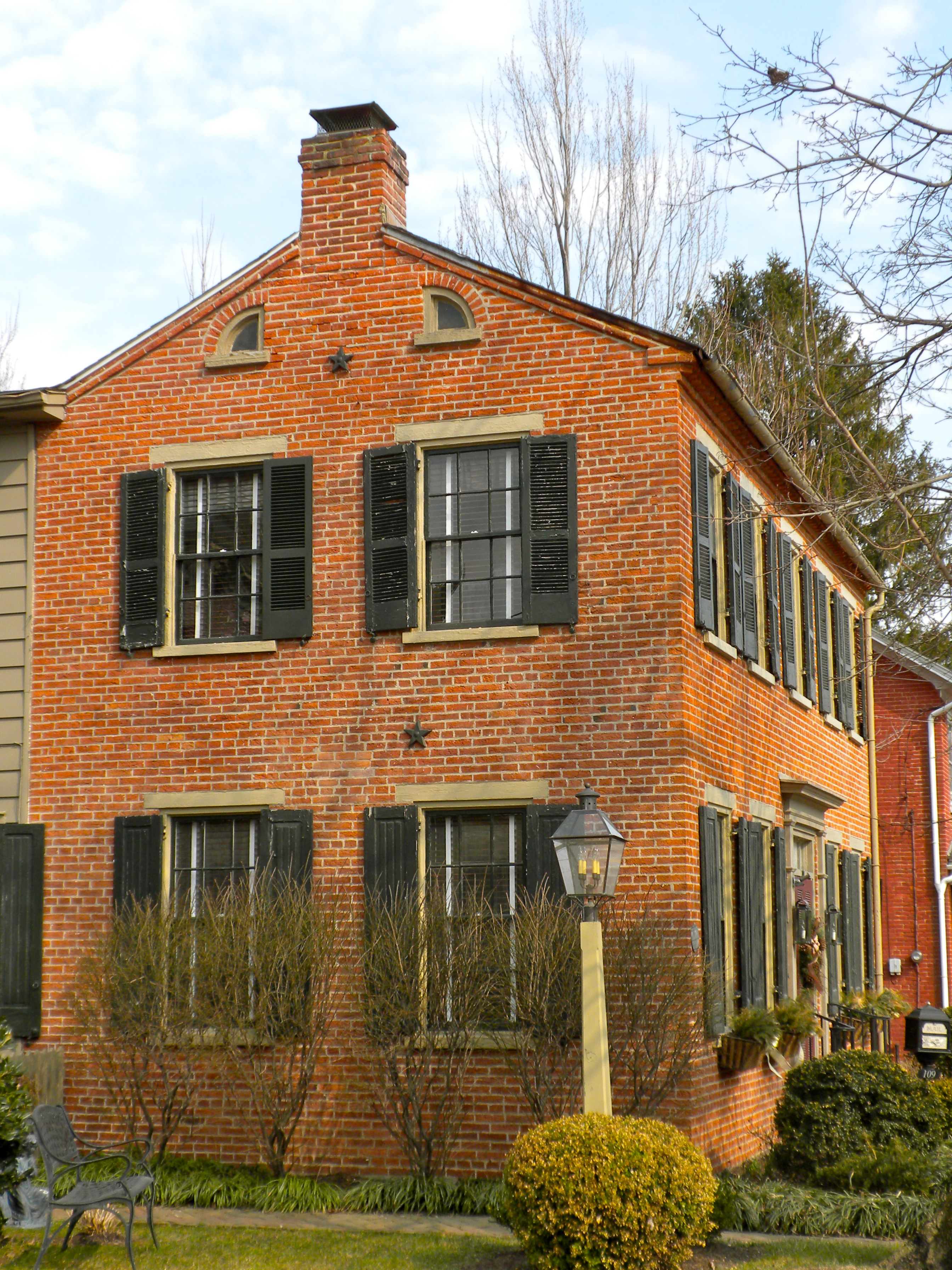
Se puede ver que una casa puede tener más de 1 barnstar.

En la zona holandesa más antigua de Pensilvania todavía pueden encontrarse en los graneros adornos pintados en forma de estrellas que son de madera en vez de metal, conocidos como signos hexagonales. Sin embargo, se las llama también "barnstar". Algunos de los signos hexagonales incorporan formas de estrellas y a estas estrellas se les puede incorporar la imagen de aves y otros animales.
El término "barnstar" se ha usado incorrectamente para llamar a las estrellas chapadas con forjado de ancla que se usaban para reforzar estructuralmente los edificios durante los siglos XVIII y XIX. Estas se construían con sobrante de planchas de hierro, hierro forjado o acero, y se empleaban como remaches (uniones) para las varillas de unión sobre los ladrillos u otros cimientos de los edificios. Los ensamblajes de varillas de unión servían para reforzar el trabajo de albañilería contra empujes laterales.
Algunas comunidades Wiki ofrecen a sus usuarios un reconocimiento llamado "barnstar" como continuación de la metáfora de "levantar un granero" ('barn raising', acontecimiento durante el cual una comunidad de vecinos se reunía en una fiesta para construir entre todos el granero de una nueva familia). Esto tuvo su origen en MeatballWiki. La imagen que se usa frecuentemente para este propósito es de hecho una fotografía de uno de los refuerzos estructurales descritos poco más arriba, no propiamente una "barnstar".